# Magyar Kétfarkú Kutya Párt

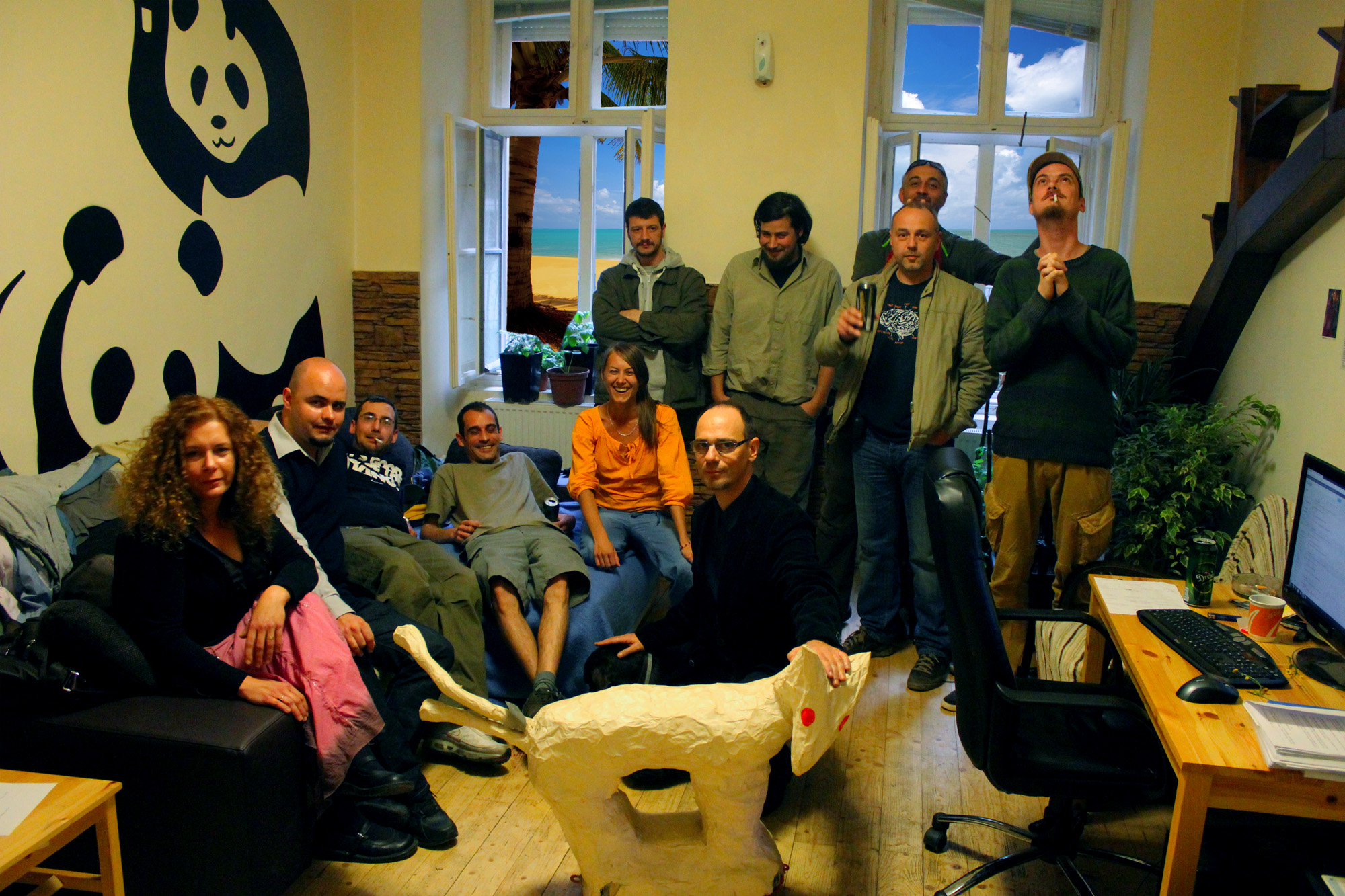
A Magyar Kétfarkú Kutya Párt alapítói 2013-ban

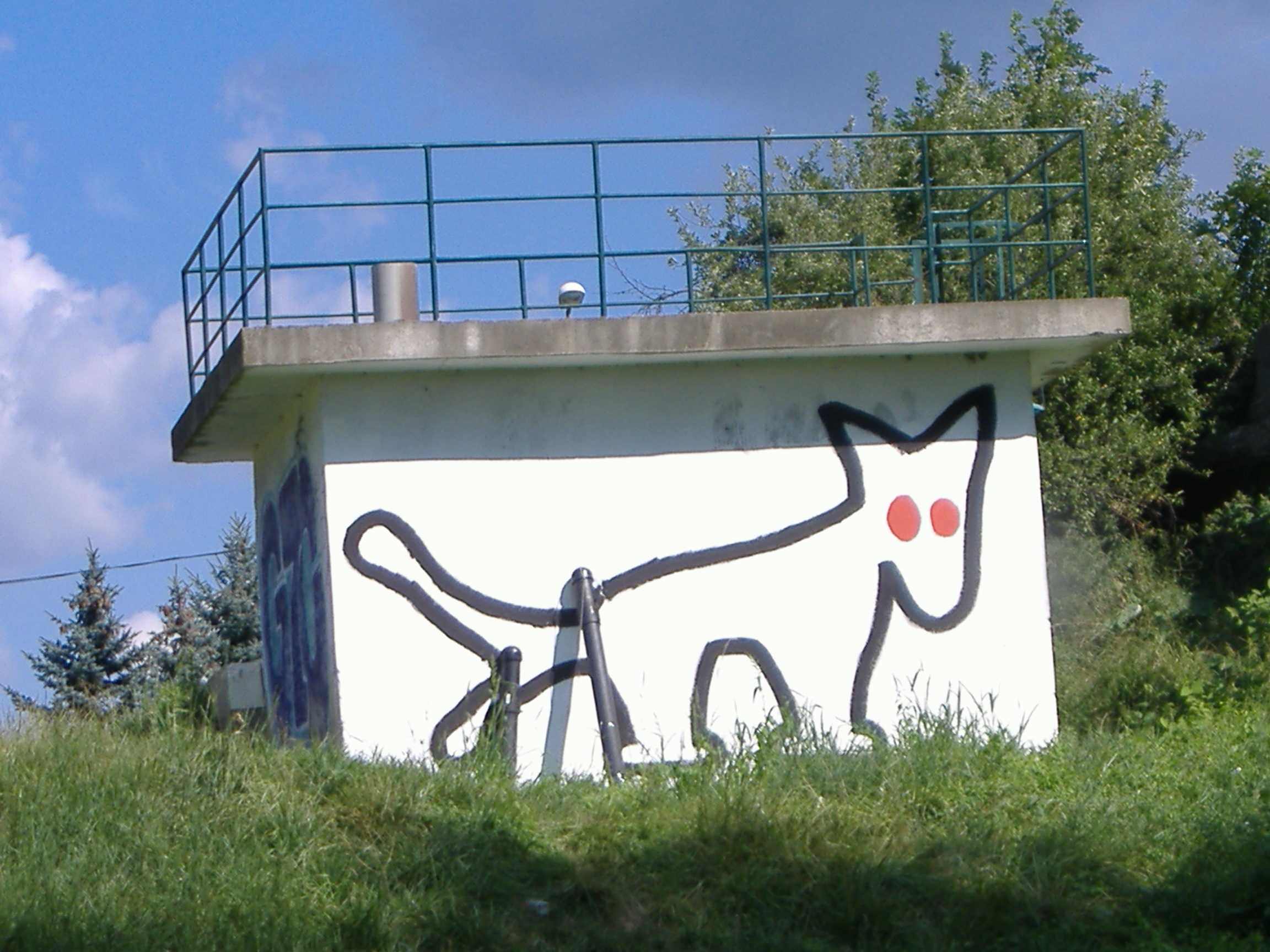
Graffiti a párt emblémájával Szegeden

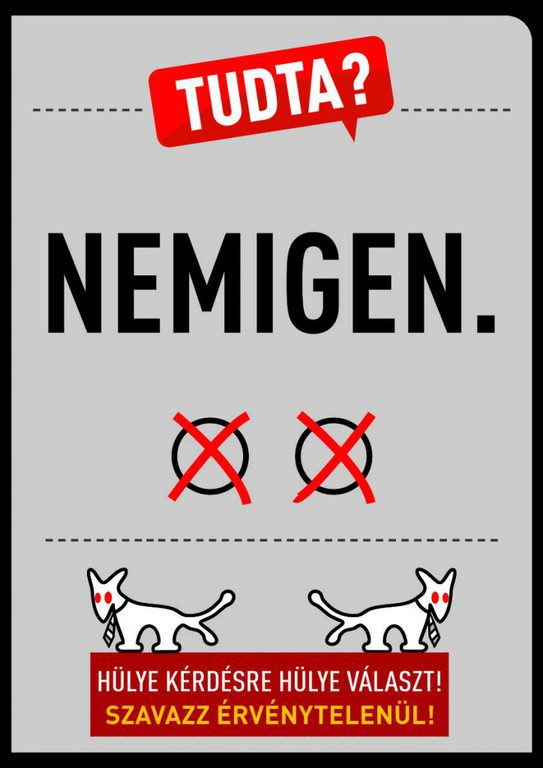
A 2016-os ellenkampány egyik plakátja

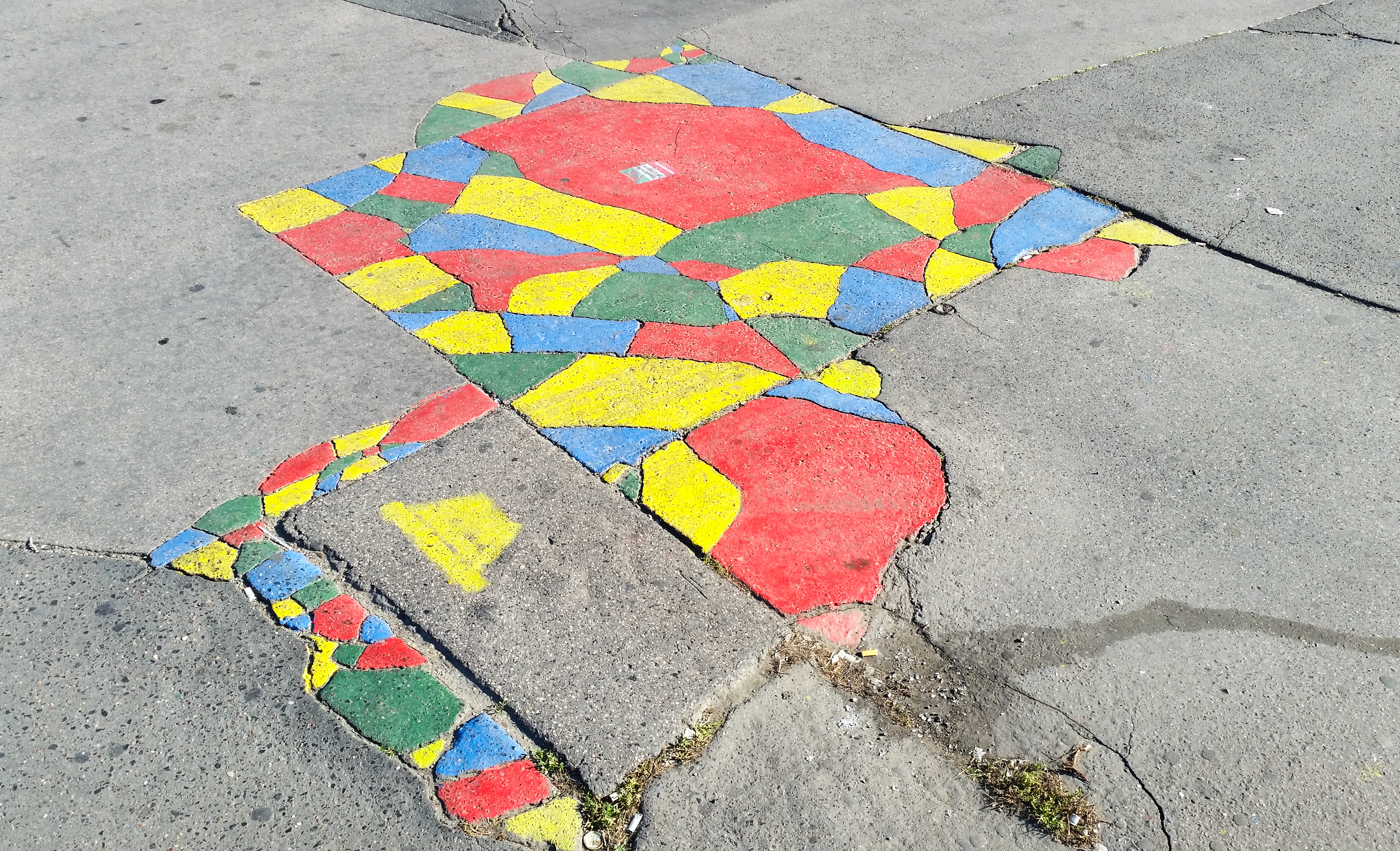
A Kétfarkú Kutya Pártnak a négyszín-tételt illusztráló dekorációja az Örs vezér terén

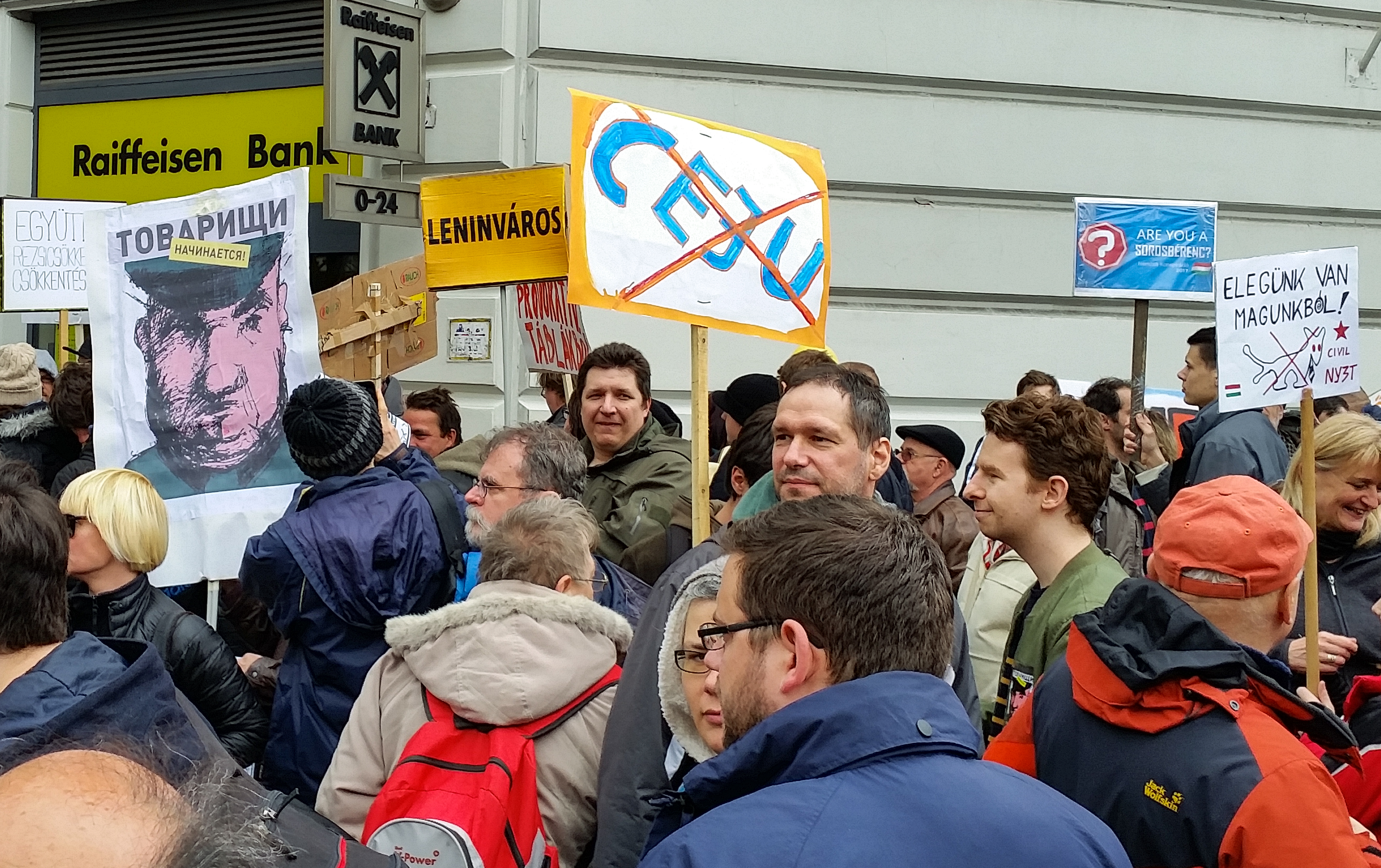
Táblák a békemeneten

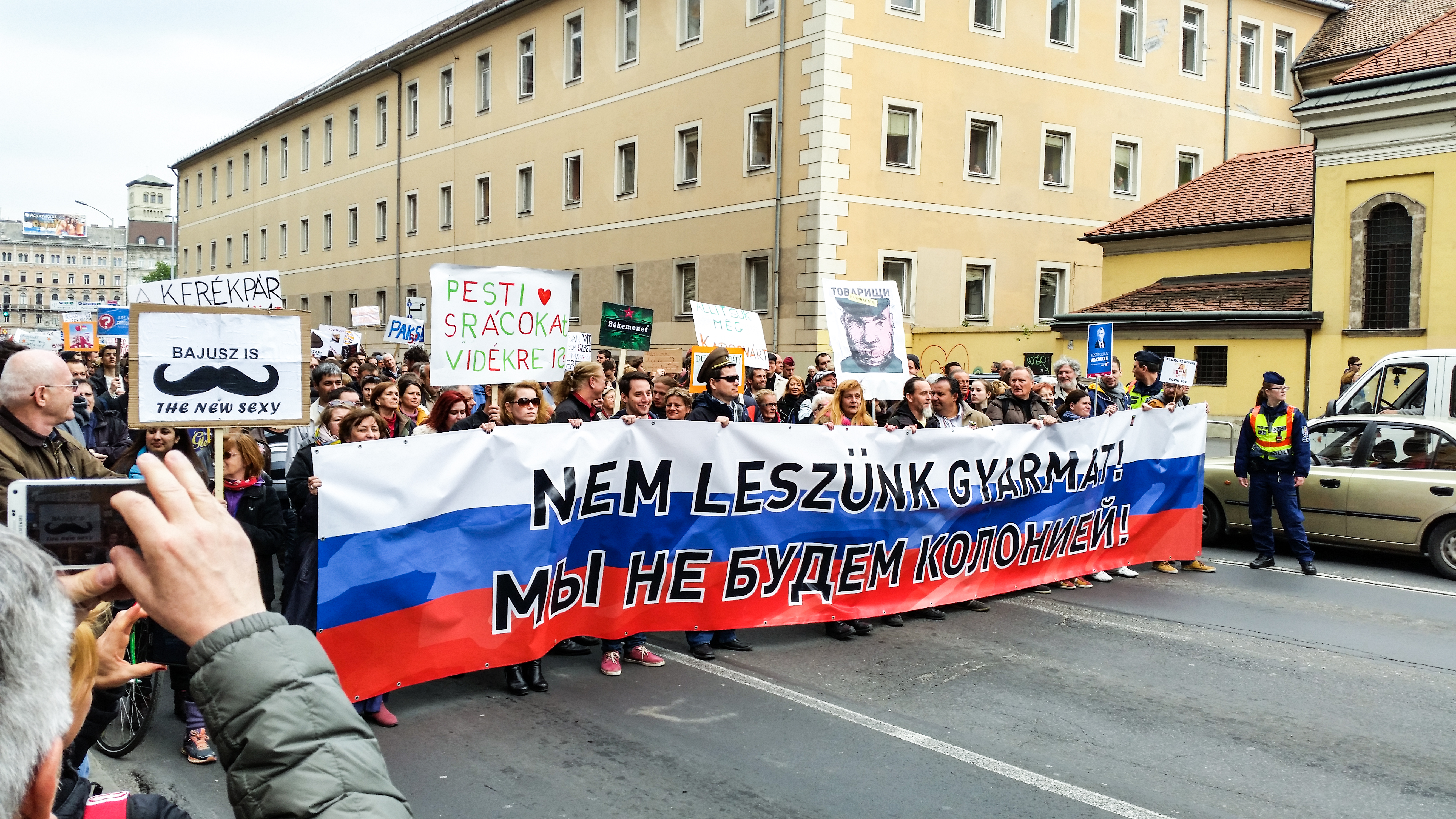
„Békemenet” 2017. április 22-én

A Magyar Kétfarkú Kutya Párt (röviden MKKP) 2014 óta bejegyzett párt Magyarországon, azt megelőzően egyesületként működött. Célja, hogy a magyar politikai elitet parodizálva bebizonyítsa működésük visszásságait, bírálva a többi párt korrupt, pénzközpontú működését. Az MKKP működése során intenzíven alkalmazza az utcai művészet kreatív eszközeit, mint például az aszfaltrepedés-színezést.

## Ideológiai háttér, küldetés és célok
Kovács Gergely pártelnök szerint a párt célja élvezhetővé tenni a választási kampányt a szavazók számára, illetve idegesítővé a politikusok számára. A párt célja, hogy a Magyarországon a rendszerváltás óta a politikát meghatározó pártokat parodizálja, bemutassa valós arcukat, gátolja korrupt tevékenységüket és alternatívát kínáljon a kiábrándult szavazóknak a pártválasztásukhoz. A 2020-as években a boldog, fenntartható, átlátható, tudatos, kritikus és cselekvő Magyarország vízióját tekintették ideálisnak.
Mozgalmuk az erőszakmentességben és a közvetlen cselekvésben hisz, céljaikat ezen filozófiák mentén kívánják elérni.
Főbb célok:
- az aktív állampolgári hozzáállás erősítése: támogatni az embereket, hogy a siránkozást és az önsajnálatot legyőzve kézbe vegyék a teendőket,
- értelmes politikai párbeszéd kialakítása, amely nem retorikai verseny egymás szidásáról – mert véleményük szerint a politizálásnak nem szabadna többé arról szólnia, hogy egyesek örömüket leljék egymás lehordásában,
- amikor szükséges, átvenni az önkormányzatok által elhanyagolt tevékenységeket, mégpedig olyan módon, hogy ez őket is cselekvésre, hatékonyabb működésre ösztönözze,
- hozzájárulni egy olyan állampolgári szemlélethez, amelyben kizárólag konkrét ügyekkel foglalkoznak, nem pedig más pártokkal és azok épp aktuális reklámüzeneteivel.[5]

## Szervezeti felépítése

### Elnökei
| Kép | Név                             | hivatal kezdete     | hivatal vége     |
| --- | ------------------------------- | ------------------- | ---------------- |
|     | Kovács Gergely                  | 2014. szeptember 8. | 2018. július 13. |
|     | Kovács Gergely társelnök        | 2018. július 14.    | hivatalban       |
|     | Döme Zsuzsanna „Suzi” társelnök | 2018. július 14.    | hivatalban       |

### Tagság
A párt csak meghívásos alapon vesz fel tagokat, a rendes tagok száma a párt közlése szerint a 2010-es évek végén 50 fő alatt volt. A pártban létezik a pártoló tagság intézménye.

### Alapszervezetek
Általában helységenként, megyénként, Budapesten belül kerületenként van szervezet.[forrás?]

### Tematikus csoportok
A párt nem nem vagy kor szerint vagy hasonló alapon épül fel, hanem leginkább érdeklődési kör szerint. Önszerveződő alapon bárki lehet tagja egy vagy több csoportnak, illetve hozhat létre újat. (Amennyiben annak van értelme és hozzá elég érdeklődő.)

## Története

### 2006-os választás
A pártot 2006-ban alapították Szegeden, majdnem minden jelöltje a Nagy István nevű, rajzolt kétfarkú kutya volt.
Az MKKP nem bejegyzett politikai pártként kampányolt a 2006-os országgyűlési választásokon, amelynek során többek közt örök életet, ingyen sört és adócsökkentést ígért. Szintén megígérték, hogy hegyet építenek Szegedre. Ellenfele az Egyfarkú Kutya Párt és a Kilencfarkú Macska Párt volt. Választási posztereiket főként Szegeden lehetett látni, legtöbbjük a jelöltet, Nagy István kétfarkú kutyát ábrázolta a következő felirattal: „Olyan aranyos, biztosan nem akar lopni.”

### Tüntetés a KSH előtt
A párt 2009. június 20-án „általános” tüntetést szervezett a Központi Statisztikai Hivatal elé, ahol a 200–300 résztvevő olyan követelésekkel állt elő, mint „Holnap legyen tegnap!”, „Nézz hülyén!”, „Oszlassanak fel!”, stb. A fő szervező Kovács Gergely hangosbeszélőn a következő iránymutatást adta: „Követeljük, hogy haladéktalanul, úgy egyetemesen, mint egyébként, külön eseti megvizsgálás nélkül, mindenkire egyenlő arányban, a képességeihez mérten, politikai hovatartozás nélkül, vallás és ruhamárkára tekintet nélkül, különálló csoportokban, betartva a vonatkozó uniós ajánlásokat, és szabálymódosításokat idegenbe szakadt honfitársainkkal karöltve, minél előbb!”

### 2010 – az első választási program megalkotása
2010-ben született meg a párt „Legyen minden jobb!” címet viselő programja, aminek középpontjában három ígéret állt: „Örök élet. Ingyen sör. Adócsökkentés!” A részletes program gazdasági részében szerepelt a szegedi űrállomás bolygóközi űrkikötővé fejlesztése, a Jamaicába irányuló puliexport beindítása. A párt környezetvédelmi téren az ózonlyuk befoltozását, illetve a kihalt fajok helyett újak létrehozását ígérte. Szegedre hegyet ígértek, valamint a gravitáció csökkentését is tervbe vették. Külpolitikájuk a bolygón kívülre fókuszált, így a galaxis más létformáival terveztek kereskedelmi kapcsolatokat kiépíteni, és az országimázs javítását a Marson megnyitandó magyaros jellegű étteremmel kívánták támogatni. A program különös hangsúlyt helyez Szeged fejlesztésére.

### Részvétel a 2010-es önkormányzati választásokon
Kovács Gergely 2010 augusztusában bejelentette, hogy az októberi választáson indul a szegedi polgármesteri székért, többek közt hegyet és űrkikötőt ígérve. Budapest VII. kerületében is állított a párt polgármesterjelöltet 2010-ben Mogács Dániel személyében, aki az interneten komoly nézettséget elérő interjút is adott Kálmán Olga szerkesztő-riporternek. A Kétfarkú Kutya Kulturális Közhasznú Egyesület néven induló szervezetnek azonban nem sikerült elég kopogtatócédulát gyűjtenie, így jelöltjei nem kerültek fel a szavazólapokra.

### Első országos találkozó
A Kétfarkú Kutya Párt „I. Országos Találkozó, Alkotótábor és Pártválasztó” rendezvénye 2013. augusztus 1-jétől 4-ig tartott Szigetmonostoron.

### Hivatalos bejegyzés hatósági akadályozása és indulásuk meghiúsítása a 2014-es választásokon
A párt 2013-ban hivatalosan is be kívánta magát jegyeztetni, hogy indulhasson a 2014-es országgyűlési, illetve önkormányzati választásokon. Ám a bíróság első-, majd másodfokon, végül pedig jogerősen is megtagadta a bejegyzést, azzal az indokkal, hogy neve nem felel meg a névvalódiság és névszabatosság követelményének, mivel a név „megtévesztő lehet”. A jogerős végzésből – amit a Kétfarkú közzétett – kiderül, hogy a bíróság a párt „komolytalanságára” is hivatkozott, illetve arra, hogy a párt neve „az általános erkölcsi felfogással ellentétes, méltatlan képzettársításra adhat alapot”. Hivatkozott továbbá a bíróság arra, hogy szerinte a kérelmező „komoly pártalapítási szándéka nem állapítható meg, ehelyett elsődlegesen az alapítók humorérzékét és a többi rivális párt kritikáját jeleníti meg”. Egyes vélemények szerint mindeközben a bíróság jóváhagyta olyan párt bejegyzését, amelyek hasonló érvek alapján szintén elutasíthatóak lettek volna.
Az ügy az Alkotmánybíróság elé került. Az MKKP alapítója alkotmányjogi panaszában azzal érvelt, hogy a döntés alaptörvény-ellenes, sérti az alapítók alkotmányban rögzített jogát az egyesülésre, mivel a bíróság olyan mélységben gyakorolt tartalmi kontrollt a szervezet neve, tevékenysége felett, amihez nem volt joga. Érvelt továbbá azzal, hogy a bíróság jogszabályi alap nélkül állította, hogy a párt neve „megtévesztő”, semmivel nem támasztva alá azt a kijelentést, miközben nem vette figyelembe, hogy a szervezet és tevékenysége már széles körben ismert, és nevével kapcsolatban korábban semmilyen kétely nem merült fel. A beadvány szerint a bíróság maga által alkotott fogalmat kért számon az MKKP-n, amikor ítéletében „méltó pártnevek”-ről ítélkezett. Ugyanakkor a pártok közötti esélyegyenlőség megsértése, hogy más pártok hasonló logika szerint szintén elfogadhatatlan nevekkel bejegyzést nyertek. Sérelmezte, hogy a bíróság döntéseiből egyértelműen kitűnik: kifejezetten a viccpárti jelleg ellen igyekszik fellépni, amivel alkotmányellenes módon megakadályozná az abszurd módszerek és humor politikai alkalmazását.
A legfelsőbb bíróság, a Kúria végül 2014 nyár elején úgy döntött, hogy a korábbi bírósági ítéletekkel szemben nincs akadálya a párt bejegyzésének. Mivel a döntés két és fél hónappal a 2014-es magyarországi országgyűlési választás után született meg, a Magyar Kétfarkú Kutyapártot a bíróság több mint egyéves eljárása és alkotmányellenes döntése megakadályozta, hogy elinduljon a parlamenti választásokon.
A bejegyzésre azonban ezt követően sem került sor. A pártot csak 2014. szeptember elején jegyezték be, és erről az értesítést az MKKP csak 2014. szeptember 8-án délután, 16 perccel azelőtt kapta meg, hogy a 2014-es magyarországi önkormányzati választás jelöltállítási határideje lejárt volna. Ezzel a pártot a bíróság lassú munkája gyakorlatilag megakadályozta a párt részvételét a választáson.

### 2015-ös ellenkampány
2015-ben a magyar kormány óriásplakát-kampányt indított, a felerősödő bevándorlás témakörében, három eltérő szövegű plakáttal („Ha Magyarországra jössz, nem veheted el a magyarok munkáját!”, „Ha Magyarországra jössz, tiszteletben kell tartanod a kultúránkat!” és „Ha Magyarországra jössz, tiszteletben kell tartanod a törvényeinket!”).
A Kétfarkú Kutyapárt válaszul ellenkampányt indított a Vastagbőr bloggal közösen. Az eredeti terv szerint 50 darab vicces, a kormányt parodizáló vagy a figyelmet társadalmi problémákra és korrupciós ügyekre irányító óriásplakát egyhavi kihelyezésére szándékoztak hárommillió forintot összegyűjteni közösségi gyűjtés keretében, ám a kampány népszerűsége messze meghaladta a várakozásokat: a tervezett összeg mindössze hét óra alatt összegyűlt, és néhány nap alatt több mint 33 millió forintot adtak össze magánszemélyek. Így végül az MKKP és a Vastagbőr 900 plakátot gyártatott le a kampány során.
Az Átlátszó.hu kikérte a kormány plakátkampányának költségeit, és kiderült, hogy míg a kormány plakátjai darabonként 72 680 forintba kerültek, az MKKP plakátonként 35 119 forintért gyártatta le plakátjait. Giró-Szász András kormányszóvivő korábban azt nyilatkozta, a kormány plakátkampánya kevesebbe került.

### A 2016-os ellenkampány
A párt a kormány kvótanépszavazási kezdeményezésére válaszul úgy döntött, hogy ellen-kampányt indít „Hülye kérdésre hülye válasz” jelszóval, amiben arra buzdítják a választópolgárokat, hogy jelöljék be mind az igen, mind a nem rubrikát, és ezzel adjanak le érvénytelen szavazatot. Erre a célra néhány hét alatt 28 millió forintot meghaladó összeget gyűjtöttek össze az interneten, ami meghaladja a baloldali ellenzéki pártok hasonló célra fordítható eszközeit. Ebből a pénzből nagyságrendileg 500 óriásplakátot, valamint százezer A4-es lapot ragasztottak ki országszerte.
A népszavazás végül érvénytelen lett az alacsony részvételi hajlandóság és a 6,2%-nyi (225 ezer) érvénytelen szavazat miatt.

### A 2017-es ellenkampány
A magyar kormány 2017 márciusában Állítsuk meg Brüsszelt! feliratú plakátokkal intenzív Európai Unió-ellenes propaganda kampányt indított. Válaszul a párt „Állítsuk meg az állítsuk meg Brüsszelt! – Nemzeti Hülyeségmegállítás 2017”  jelmondattal ellenkampányt indított április elején.
A lebonyolításra meghirdetett közadakozásból egy nap alatt mintegy hétmillió forint gyűlt össze.

### A 2017-es zuglói önkormányzati képviselőválasztás
Az időközi választásra azért volt szükség, mert az önkormányzati törvény értelmében január 21-én megszűnt a mandátuma a 2016 januárban eltűnt Sápi Attila szocialista politikusnak. A helyi önkormányzatokról szóló törvény kimondja: az az önkormányzati képviselő, aki egy éven át nem jelenik meg a képviselő-testület ülésein, elveszíti megbízatását. A XIV. Kerület Helyi Választási Bizottsága 2017. április 23-ra tűzte ki a települési önkormányzati képviselők időközi választását. A választás hosszú idő óta az első valódi politikai esemény volt, ahol az MKKP jelöltet állított Tóth Imre (művésznevén Bruti) személyében.
Urnazárásig az 5922 választópolgár 26,49%-a jelent meg. A Kétfarkú Kutya Párt jelöltje 109 szavazatot (körülbelül 7%) szerzett, és ezzel megelőzte a Lehet Más a Politika jelöltjét is. A baloldali mező megosztottsága ellenére a választáson a Fidesz jelöltje súlyos vereséget szenvedett.

### További akciók és fogadtatásuk

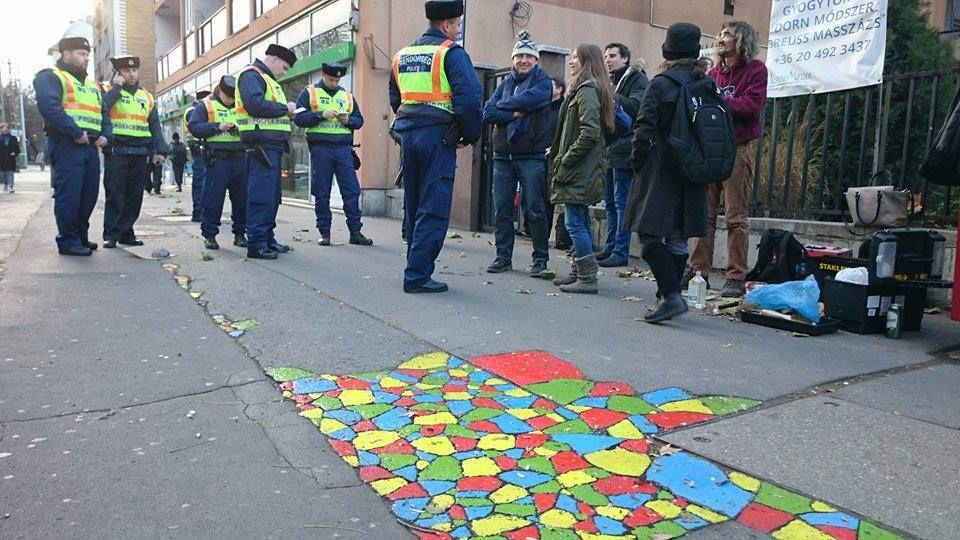

2017. március elején a párt önkéntesei (passzivistái) Szentendrén a 11-es főút mellé fákat ültettek a korábban elpusztult fák pótlására. Ezeket azonban néhány héttel később a város önkormányzata eltávolította azzal a céllal, hogy helyükre ugyanolyan fákat ültessen.
2017. április 22-én a párt a Civil Összefogás Fórum által rendezett Békemenetek paródiájaként meghirdette az első nagyobb tüntetését („békemenetet szervezett”), úgymond „a kormányért, Oroszországért és minden más ellen”. A tüntetésen mértékadó becslések szerint 3–5 ezer ember vett részt tréfás feliratokat tartalmazó táblákkal, orosz és egykori pártállami dalokat énekelve. Ezt később több, hasonló jellegű felvonulás követte.
A párt járdafestési akciói ellen a kaposvári önkormányzat 2017. április 27-én rendeletet alkotott, miszerint „nem engedi tönkretenni” a szétrepedezett, összetöredezett utcákat és járdákat.
2017-es Die Arte videó.
2018. 03. 15: II. Békemenet.
A 2018-as kampánypénz és utána az éves állami támogatás kiosztása pályázat útján. Neve: Rózsa Sándor Népi Közpénztékozló Alap (rövidítve: RÓSÁNÉKÖTÉKA)
Városfelújítás közösségben.
Folyamatosan frissülő oldal az akciókról (utólag, szervezés / jelentkezés passzivistának a párt Facebook felületén).
A 2020-as koronavírus járvány idején az idős emberek számára segítség szervezése.
Utcai művészet (streetart) a közterületeken: például a buszmegállókban utasváró pavilonok és padok festése, dísznövények ültetése.
Népfőiskola. (társadalomismereti előadások)
A NOFUDAN Archiválva 2022. január 3-i dátummal a Wayback Machine-ben  kezdeményezésük tárgyában Budapest főpolgármestere országos népszavazást kezdeményezett.
A 2022-es országgyűlési választás kapcsán egy közbeszerzésitörvény-tervezetet mint választási programot adott közre.

## Jelenlegi tevékenysége

### Alapelvek
Hisznek benne, hogy ha az országban többségbe kerülnek azok, akik saját kezükbe veszik a helyi ügyeket, odafigyelnek a közéletre és kiharcolják, hogy a politika az emberekkel, ne pedig önmagával foglalkozzon, akkor később magától is normális pártokra (például rájuk) szavaz majd az emberek többsége. Legfőbb céljuk ezért az, hogy minél több embernek adjanak lehetőséget bekapcsolódni a széles értelemben vett közéletbe. Teljesen képlékeny, hogy ez mit takar: mindenhol olyan a helyi Kutyapárt, amilyen dolgokkal a passzivisták foglalkozni szeretnének.

### Városfelújító és streetart akciók
Ez jelenleg a párt főtevékenysége. Szeretnék elérni, hogy az emberek ne csak panaszkodjanak, ha problémát látnak, hanem fogjanak össze helyben, és inkább tegyék rendbe az adott padot, buszmegállót vagy bármit. Az is gyakran előfordul, hogy az akciók hatására a felelősök hirtelen megcsinálnak mindent, amit addig valahogy nem vettek észre. Rendszeresen szerveznek akcióheteket vagy „kétheteket”, amelyek során szerte az országban hallatnak magukról. Csak 2022 áprilisától év végéig közel 100 városfelújító, figyelemfelhívó és street art akciót valósítottak meg (buszmegálló-felújítás, padfelújítás, négyszínfestés, aluljáró-dekorálás, stb.)

### Social club
Ez a tematikus csoport koordinálja az adománygyűjtéseket, ételosztásokat és a párt összes többi jótékonysági akcióját. A pénzadományokat saját fejlesztésű közösségi finanszírozási felületen gyűjtik; a projektek néhány tízezer forinttól többmilliós nagyságrendig terjednek.

#### Segítség az orosz–ukrán háború károsultjainak
Kétszer vittek Ukrajnába adománycsomagokat: 2022 áprilisában a Beregszászi kórháznak 8 millió forint értékben, szeptemberben pedig a háborús övezetbe 600 ezer forint értékben. 133 napig működtettek önkéntesek segítségével egy Helpsátrat a Nyugati téren, ahová a legtöbben érkeztek Ukrajnából vonattal. Többek között tisztasági, élelmiszer- és ruhaadományt gyűjtöttek és osztottak tovább, valamint szállást is szerveztek a menekülőknek. Emellett ott voltak a Keleti Pályaudvaron, illetve a megnyitása után a BOK Csarnokban is. Összesen sok ezer embernek nyújtottak segítséget.
Miután a Helpsátrat be kellett zárniuk, a Margit körúti MANYI-ban még két hónapon át gyűjtötték az adományokat, amelyekből közel 400 családot láttak el élelmiszerrel és tisztálkodószerekkel. Továbbá szeptemberig legalább száz menekültet szállásoltak el Óbudán a Zöld Kakas Líceum közösségi házában. 2023 januárjában a pravoszláv karácsony alkalmából ruhaosztást tartottak menekülteknek, több gyerekcsoportot pedig múzeumba vittek.

#### WC-papír-osztás
Több mint 80 intézménynek adtak összesen körülbelül 50 ezer tekercs kormányellenes WC-papírt, amelyet még az egyesült ellenzék támogatói gyártottak a 2022-es kampányban, de végül semmit nem kezdtek vele. A Kutyapárthoz egy magánszemélyen keresztül jutott el a kormánykritikus üzenetekkel ellátott higiéniai termék, és bár a párt szellemiségétől távol áll ez a fajta politizálás, arra jutottak, hogy mivel ingyen van, és nagyon sokan szenvednek belőle hiányt, szétosztják a rászorulók között.
A felhívásra rengetegen jelentkeztek, óvodák, iskolák, hajléktalanszállók, családsegítők, tanodák is jelezték, hogy szükségük lenne rá. Hat településen tartottak ingyenes utcai osztásokat, valamint több vidéki szegregátumba is juttattak belőle. Országszerte 347 760 tekercset sikerült rászorulókhoz eljuttatniuk.

### Zöldkutya[70]
A másik főbb tematikus csoport: ennek tevékenységébe tartozik minden a tágan értelmezett állat- és növényvédelem területéről. Például növényültetés, szemétszedő akciók, adománygyűjtés állatmenhelyeknek, madárodú-kihelyezés, közkomposztálók kialakítása. Ide tartozik az MKKP túracsoportja is, akik a természetjárást kötik össze a fenti tevékenységek valamelyikével.

### Népfőiskola[71]
Havonta több alkalommal hirdetnek meg ingyenes tanfolyamokat változatos témákban, az ívhegesztéstől a közgazdaságtanig. Bárki jelentkezhet előadónak, akik valamilyen tudását szívesen (és önkéntes alapon) átadná, ők pedig megszervezik az adott képzést a technikai háttértől a promócióig.

### Politizálás
Egyik legfontosabb célkitűzésük az átláthatóság, ennek szellemében tették közzé a 2022-es választás után minden idők legrészletesebb kampányelszámolását. Üvegzseb programjuk keretében pedig az összes, évi 500 ezer forintnál magasabb összegű szerződésüket nyilvánosságra hozták.
A választási kampányt megelőző ajánlásgyűjtés során számos kutyapártos jelölt kapott furcsa felajánlásokat sokszor ismeretlen emberektől: azt állították nekik, hogy gyorsan tudnak sok ajánlást szerezni, amennyiben szükségük van rá. A pártvezetés nem ment bele a csalásba, ehelyett minden jelöltet arra kért, hogy dokumentálják az eseteket, a kéretlenül kapott ajánlásokat pedig érvénytelenítsék. Egy jelöltjüket végül vissza is léptették, mert nem tudták ellenőrizni, hogy minden ajánlása megbízható forrásból származik-e. Emiatt a pártnak vissza kellett utalnia 117 millió forint kampánytámogatást az Államkincstárnak.
2022 végéig 15 alkalommal segítették a tanár-diák tiltakozásokat nyomtatással, megafonokkal, mobil hangfalakkal és színpaddal. Nyáron háromszor elfoglalták az Erzsébet hidat a kata-törvény megváltoztatása ellen tiltakozva, valamint vidéken is több megmozdulást szerveznek.
Egyetlen pártként állnak ki nyíltan a marihuána legalizálása mellett; április 20-án rendszeresen demonstrációt tartanak a cél érdekében.
Bejelentésük nyomán a Közbeszerzési Döntőbizottság kimondta, hogy a XII. kerületi önkormányzat törvényt sértett, amikor rendszeresen ugyanazokat a cégeket hívta meg a helyi közbeszerzésekre. Ők tárták fel szintén a Hegyvidéken a polgármester, Pokorni Zoltán összefonódását az EU-s százmilliókat felemésztő Öveges-programmal.
A 2022-es évben 11 időközi önkormányzati választáson indultak; a legjobb eredményüket Terdik Roland érte el Erzsébetvárosban, 13,25%-kal. Itt egyedüliként emeltek szót az ide tervezett vasbeton-üveg gigaberuházás, a Liget City projekt ellen.
A Medián 2022 decemberében készült, reprezentatív telefonos felmérése alapján 40 éves kor alatt az MKKP a legnépszerűbb ellenzéki párt: 19 százalékos támogatottságot mértek nekik, közvetlenül a 18–39 éves korcsoportban mindössze 22 százalékos Fidesz után.
A 2024-es önkormányzati választásra már másfél évvel hamarabb elkezdték a felkészülést: saját képzést indítottak leendő jelöltjeiknek, hogy mire bejutnak a testületbe, átfogó tudással rendelkezzenek az önkormányzatok működéséről, a közbeszerzési rendszerről, a kötelező és önként vállalt feladatokról.

## Választások

### Országgyűlési választás
| Választások | Szavazatok száma | Szavazatok aránya | Mandátumok száma | Mandátumok aránya | Parlamenti szerepe |
| ----------- | ---------------- | ----------------- | ---------------- | ----------------- | ------------------ |
| 2018-as     | 99 413           | 1,73%             | —                | —                 | nem jutott be      |
| 2022-es     | 185 030          | 3,27%             | —                | —                 | nem jutott be      |

### Európai parlamentiválasztások
| Választás | Szavazatok száma | Szavazatok aránya | Mandátumok száma | Európai parlamenti csoport | Európai párt |
| --------- | ---------------- | ----------------- | ---------------- | -------------------------- | ------------ |
| 2019-es   | 90 912           | 2,62%             | nem jutott be    | —                          | —            |
| 2024-es   | 163 960          | 3,59%             | nem jutott be    | —                          | —            |

### Önkormányzati választás[85]2019
| EVK                   | Szavazatok száma | Szavazatok aránya | Megjegyzés                                                              |
| --------------------- | ---------------- | ----------------- | ----------------------------------------------------------------------- |
| Budapest II. kerület  | 3656             |                   | 1 képviselő kompenzácíós listáról                                       |
| Budapest XII. kerület | 3649             |                   | 1 képviselő kompenzácíós listáról                                       |
| Budapest XIV. kerület | 3489             |                   | 1 képviselő kompenzácíós listáról                                       |
| Budapest XV. kerület  | 1546             |                   | 1 képviselő kompenzácíós listáról (a választás után kilépett a pártból) |
| Fülöpjakab            | 326              | 56.7%             | Független polgármester, az MKKP spirituális támogatásával.              |
| Leányfalu             | 390              | 25,13%            | 1 független képviselő MKKP támogatással                                 |
| Budapest IX. kerület  |                  |                   | Alpolgármester                                                          |